# Анна Гасер
Анна Гасер (на немски: Anna Gasser) е австрийска сноубордистка, олимпийска шампионка в дисциплината биг еър в сноуборда на зимните олимпийски игри в Пьонгчанг 2018 година.
Гасер е родена на 16 август 1991 г. във Филах, Австрия.
За Световната купа дебютира на 11 януари 2013 година. Първите и победи са през сезон 2016/17, когато печели три пъти подред в биг-еър-а в Милано, Пьонгчанг и Мьонхенгладбах. 
В националния отбор на Австрия е от 2013 година.

## Успехи
- Награда ESPY за най-добра жена екстремна спортистка.

Олимпийски игри:
- Шампион (1): 2018

Световно първенство:
- Шампион (1): 2017
  -  Сребърен медал (1): 2015

Световна купа:
- 3 победи

## Участия на зимни олимпийски игри
| Олимпийски игри            | Място     | Държава    | дисциплина | класиране |
| -------------------------- | --------- | ---------- | ---------- | --------- |
| Зимни олимпийски игри 2014 | Сочи      | Русия      | слоупстайл | 10-о      |
| Зимни олимпийски игри 2018 | Пьонгчанг | Южна Корея | биг еър    |           |